# أبريل 1943
الأحداث المتعلقة بالحرب العالمية الثانية مفصلة في هذا المقال أبريل 1943 (الحرب العالمية الثانية) .

## الأحداث
- 4 أبريل :
  - قصفت القوات الجوية الملكية مصانع رينو في بولوني-بيانكور ، مما أسفر عن مقتل 620 شخصًا وإصابة 1500 آخرين [1] ؛
  - سلاح الجو الملكي يقصف مصانع كروب في إيسن .

- 5 أبريل :
  - الإعلان عن نقل بلوم ودالادييه وماندل ورينو إلى ألمانيا، والذي سلمته شركة فيشي ؛
  - أول انتصار معتمد على الجبهة الروسية للفرنسيين الأحرار لمجموعة نورماندي-نيمين المقاتلة .

- 7 أبريل : بوليفيا تدخل الحرب.

- 12 أبريل : دخول القوات الفرنسية الأمريكية إلى سوسة ( تونس ).

- 13 أبريل : الإعلان عن اكتشاف مقبرة جماعية بالقرب من كاتين تحتوي على رفات 4000 ضابط بولندي قتلوا على يد السوفييت. يتهم الألمان السوفييت، الذين يعيدون الاتهام إليهم.

- 14 أبريل : الإذاعة الألمانية والفيشية تعلنان عن انتحار الجنرال مورداق الذي وجد غارقًا في نهر السين تحت جسر الفنون بدون أوراقه. ويشير تشريح الجثة الخاضع للرقابة وتقرير الشرطة إلى وجود اغتيال سياسي.

- 17 أبريل : التوقيع السري على اتفاقيات بيرو التي أدت إلى إعادة توحيد CGT .

- 18 أبريل : أثناء كمين، أسقطت طائرات P-38 Lightnings طائرة Mitsubishi G4M التي كانت تقل الأدميرال ياماموتو وموظفيه إلى بوين في جزيرة بوغانفيل .

- 19 أبريل : الانتفاضة في الحي اليهودي في وارصوفيا حيث جاء الألمان لاعتقال حوالي 60 000 survivants . هزم الألمان المتمردين في 16 مايو .

- 21 أبريل : اكتشاف التأثيرات المخدرة لـ LSD بواسطة ألبرت هوفمان

- 27 أبريل : الجنرال جيرو يوافق على مشاركة ديغول في توجيه السلطة التنفيذية التي أنشئت في الجزائر العاصمة .

## الولادات
- 1 أبريل : يوسف باكايوكو ، سياسي إيفواري († 30 ).
- 2 ابريل :
  - آلان تونكس سياسى من كندا.
  - لاري كوريل ، عازف الجيتار الأمريكي († 19 ).
- 3 أبريل : ريتشارد مانويل ، مغني كندي († 4 ).
- 5 أبريل : جان لويس توران ، الكاردينال الفرنسي ، رئيس المجلس البابوي للحوار بين الأديان († 5 ).
- 8 أبريل : جان ماري روارت ، كاتب، أكاديمي فرنسي .
- 10 أبريل : خوليو إسترادا ، ملحن مكسيكي للموسيقى المعاصرة .
- 15 أبريل : فيرونيكا لينكلاتر ، سياسية بريطانية ( † 15 ديسمبر 2022 ).
- 16 أبريل : برنارد مارتي مخترع جهاز Minitel.
- 21 أبريل : فيليب سيجوين ، سياسي فرنسي († 7 ).
- 22 أبريل : لويز غلوك ، شاعرة أمريكية ( 13 ).
- 23 أبريل : فرانس كوبيلار ، رسام هولندي .
- 24 أبريل : جون أو. كريتون ، رائد فضاء أمريكي .
- 25 أبريل :
  - جاك أرنو بينينت ، صحفي وكاتب فرنسي († 23 ).
  - عبد اللطيف بن عمار ، مخرج وكاتب سيناريو تونسي († 6 ).
- 26 أبريل : غاري رايت ، ملحن ومغني وعازف لوحة مفاتيح أمريكي († 4 ).
- 27 أبريل : فريدي ويتس ، عازف طبول جاز أمريكي († 18 ).
- 28 أبريل :
  - جيرار ماجاكس ، ساحر فرنسي .
  - جاك دوترونك ، مغني وممثل فرنسي .
  - خوسيه جونزاليس ، شخصية سياسية فرنسية.

## موت
- 4 يناير 2025 : Georges Wodli, cheminot militant communiste, syndicaliste et résistant français (°15/07/1900).
- 8 avril : Harry Baur، comédien français.
- 9 avril : Hermine Lanctôt, autrice, journaliste et institutrice québécoise (° 13 أغسطس 2025).
- 11 avril : Federico Cattani Amadori, cardinal italien (° 17).
- 12 avril : Henri Mordacq, officier général, commandant de corps d’armée français (° 12).
- 15 avril : Aristarkh Lentoulov، peintre russe (° 4).

## انظر كذلك

### مقالات ذات صلة
- الحرب العالمية الثانية<span typeof="mw:DisplaySpace" id="mwAQA">&nbsp;</span>: أبريل 1943
- 28 أبريل 1943

## المذكرات و المراجع
1. ↑  "Les bombardements alliés : comment les français les vivents-ils ?". مؤرشف من الأصل في 2012-06-04. اطلع عليه بتاريخ 2024-05-19.